# Pakistanapseudes tenuicorporeus
Pakistanapseudes tenuicorporeus är en kräftdjursart som först beskrevs av Sueo M. Shiino 1963.  Pakistanapseudes tenuicorporeus ingår i släktet Pakistanapseudes och familjen Parapseudidae. Inga underarter finns listade i Catalogue of Life.